# Gopalapura, Srinivaspur
Gopalapura là một làng thuộc tehsil Srinivaspur, huyện Kolar, bang Karnataka, Ấn Độ.